# 阿井りんな
阿井 りんな（あい りんな、1月7日 - ）は、日本の女優、ナレーター、声優。俳協所属。

## 人物
声域はソプラノ。アメリカ、中国、香港での生活経験もあり、英語・北京語・広東語が堪能。
日本酒利き酒師免許、日本ソムリエ協会認定ソムリエ資格を所持。
以前はスカイコーポレーション、太田プロダクションに所属していたこともある。北京在住時の一年間は、北京電影学院に通う傍ら現地のプロダクション、竹書文化に所属していた。5人組アイドルユニットの唯一の日本人としてデビューし、上海体育館などでの公演経験もある。

## エピソード
- 北京でのアイドルユニット時代、爆風スランプのファンキー末吉からドラムのレッスンを受けていた。
- 高校を卒業後アメリカ・ニューヨークに在住していたこともあり、一時期はローリング・ストーンズのギタリスト、キース・リチャーズの家に住んでいたこともある[1]。
- 二匹の愛犬がいる。

## 出演

### テレビ番組
- 所さんのニッポンの出番!（TBS） - ソフィの声
- 24hコスメ - CM ナレーション
- 報道ステーション（テレビ朝日） - ナレーター
- ASIAN VIEW（ep放送） - 香港編リポーター
- 捜し屋★諸星光介が走る! 6（TBS） - 若い母親
- 癒やしの事件簿〜藤井若葉の犯罪被害者相談室〜（テレビ朝日） - 犯人・穂積早希 役

### ラジオ
- DOCOMO SOUNDS OF STORY 〜ASADA JIRO LIBRARY〜（J-WAVE） - サブキャストイレギュラー出演中
- J-WAVE PLUS 〜AUTUMN AGENDA〜（J-WAVE）
- ゴチャ・まぜっ!火曜日（TOKYO FM） - ゲスト
- ザ・ビートルズ デビュー50周年記念ラジオドラマ（TOKYO FM）
- オール・マイ・ラヴィング（TOKYO FM） - 主演・きくこ 役
- ラジオドラマ「あ、安部礼司」（TOKYO FM） - ゲスト・長城万里 / 文香 役
- シンクロのシティ内・ドラマ「Sub Stories」（TOKYO FM） - レギュラー出演
- 麻衣的亜州電波〜Mai's Asian Wave〜（TBSラジオ） - ゲスト
- SKYWAVE LUNCH  火曜日 りんなのフワフワ（SKYWAVE FM） - メインパーソナリティー

### VP
- 国際交流基金「中国向け日本紹介ビデオ」（全9本出演） - MC・リポーター

### 映画
- 沈まぬ太陽（東宝）
- 短編映画「ひきこもり〜HIKIKOMORI〜」 - ヒロイン・ミカ 役

### 舞台
- 山田club「境界線・だから正義はどれなんだ！」 - 主演
- 山田club「海城の風鈴」 - 主演
- 東京倶楽部「Bule Bottole蒼蠅」 - ヒロイン
- 東京倶楽部「壊れゆく時を越えて」 - 出演
- 東京倶楽部 脚本・唐十郎「二人の女」 - 主演
- 東京倶楽部 脚本・唐十郎「少女都市からの呼び声」 - 主演
- 東京倶楽部 脚本・唐十郎「秘密の花園」 - 主演
- 東京倶楽部「Not Satisfied！」 - 主演
- 竹久夢二物語「母べえ」 - お葉 役
- Unit Blueju「竜馬を殺した女たち」 - 出演
- “STRAYDOG”Seedling公演「いるかホテル」 - 主演
- “STRAYDOG”Produce公演 「母の桜が散った夜」 - 光代 役
- “STRAYDOG”Produce公演 「心は孤独なアトム」 - マリ 役
- “STRAYDOG”Produce二本立て公演「母の桜が散った夜」「閨房のアライグマ」 - 主演・桜子 役
- 吉本新喜劇 佐藤太一郎企画その８「風のピンチヒッター'14」 - トクガワ 役
- 千駄ヶ谷芝居クラブ あいまい屋 第1回公演「くじらが吠えーーる！」 - いけちゃん 役
- “STRAYDOG”第23回本公演 「純平、考え直せ」 - 千春/小川ローザ 役
- OSAKA“STRAYDOG”公演「悲しき天使」 - 主演・一美 役
- 劇団マツモトカズミ×“STRAYDOG”番外公演 「映像都市・チネチッタ」 - 火夜 役